# محمود (حجة)
محمود هي إحدى قرى الجمهورية اليمنية. تتبع جغرافيا لمحافظة حجة وإداريًا لمديرية نجرة. يبلغ تعداد سكانها 1091 نسمة حسب الإحصاء الذي أجري عام 2004.